# يوسف النهام
يوسف النهام (20 سبتمبر 1993) لاعب كرة قدم بحريني يلعب حاليا لصالح نادي الدرجة الأولى قلالي البحريني في مركز الوسط المدافع من 2013 كما يجيد اللعب في مراكز الوسط المحوري والوسط الأيسر والظهير الأيسر وقلب الدفاع.